# Tatiana Grebenchuk
Tatiana Grebenchuk (Unión Soviética, 22 de noviembre de 1962) es una atleta soviética retirada especializada en la prueba de 800 m, en la que consiguió ser subcampeona mundial en pista cubierta en 1989.

## Carrera deportiva
En el Campeonato Mundial de Atletismo en Pista Cubierta de 1989 ganó la medalla de plata en los 800 metros, con un tiempo de 1:59.53 segundos, tras la alemana Christine Wachtel (oro con 1:59.24 segundos que fue récord de los campeonatos) y por delante de la también alemana Ellen Kiessling.